# Стара школска зграда у Драгову
Стара школска зграда у Драгову, насељеном месту на територији општине Рековац, представља непокретно културно добро као споменик културе, решењем Завода за заштиту споменика културе у Крагујевцу бр. 129/1 од 22. марта 1976. године.
Зграда старе школе се налази у центру села, у школском дворишту. По својој архитектури припада типу плански грађених зграда у Србији у другој половини 19. века. Правоугаоног је облика, са уздужно постављеним ходником и са по две учионице са обе стране. У дну ходника се налазио стан за учитеља. У њему је, између 1884. године рођен Душан Поповић, социјалистички борац, следбеник Светозара Марковића, сарадник Димитрија Туцовића, новинар и публициста, један од оснивача Радничког покрета и оснивач социјал-демократске странке. Касније је постао главни уредник Радничких новина и са Димитријем Туцовићем је покренуо лист „Борбу”.